# Alen Müller-Hellwig

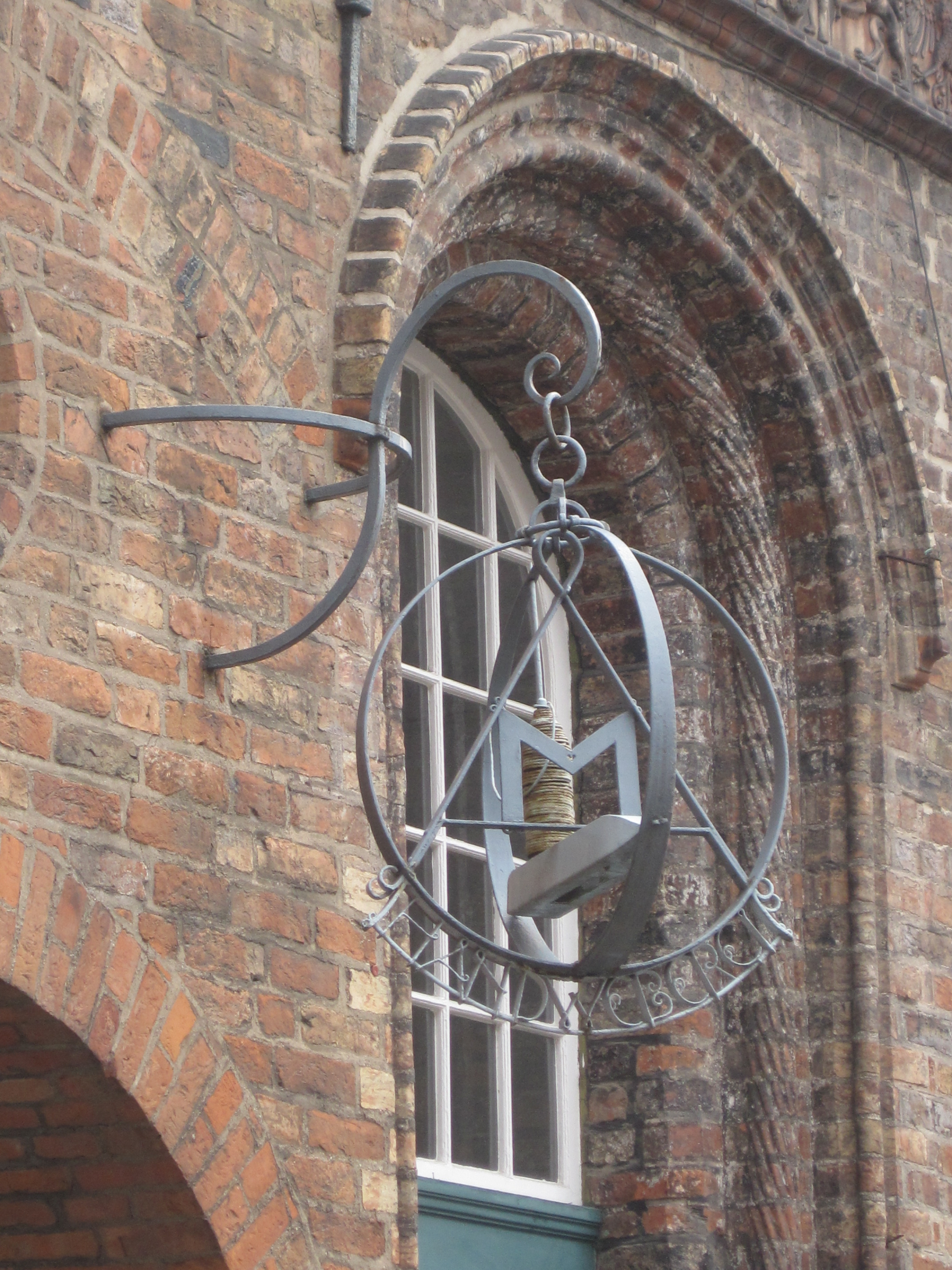
Nasenschild der Weberin Alen Müller am Zollhaus neben dem Burgtor

Alen Müller-Hellwig, geb. Müller (* 7. Oktober 1901 in Lauenburg in Pommern; † 9. Dezember 1993 in Lübeck) war eine deutsche Kunstweberin, die überwiegend in Lübeck tätig war.

## Leben und Wirken
Alen Müller wuchs als Tochter von Karl Müller auf. Sie lernte Handweberei und Stickerei, zunächst an der Kunstgewerbeschule Hamburg als Schülerin von Paul Helms und Maria Brinckmann, dann an der Kunstgewerbeschule München bei Else Jaskolla. 1925 legte sie die Meisterprüfung als Stickerin und 1928 als Handweberin ab.
Von 1926 bis 1991 hatte sie eine Werkstatt für Handweberei in Lübeck. 1934 wurde ihr das Burgtor (Turm und östlich anschließendes Zöllnerhaus) als Arbeits- und Wohnstätte überlassen. Sie war seit 1937 verheiratet mit dem Geigenbauer Günther Hellwig (1903–1985), der seine Werkstatt ebenfalls hierhin verlegte und sich speziell dem Bau der Viola da gamba widmete.
Als eine der ersten Weberinnen schuf sie einen Bildteppich nur aus ungefärbter Schafwolle, bei dem sie allein mit den natürlichen Schattierungen und dem Materialreiz der ungefärbten und teilweise ungewaschenen Wolle arbeitete. Als Der Baum, ihre erste Arbeit dieser Art, im Herbst 1927 im Leipziger Grassimuseum ausgestellt wurde, erregte das großes Aufsehen. Sie wurde daraufhin zu allen großen Ausstellungen des deutschen Kunsthandwerks im Ausland eingeladen.

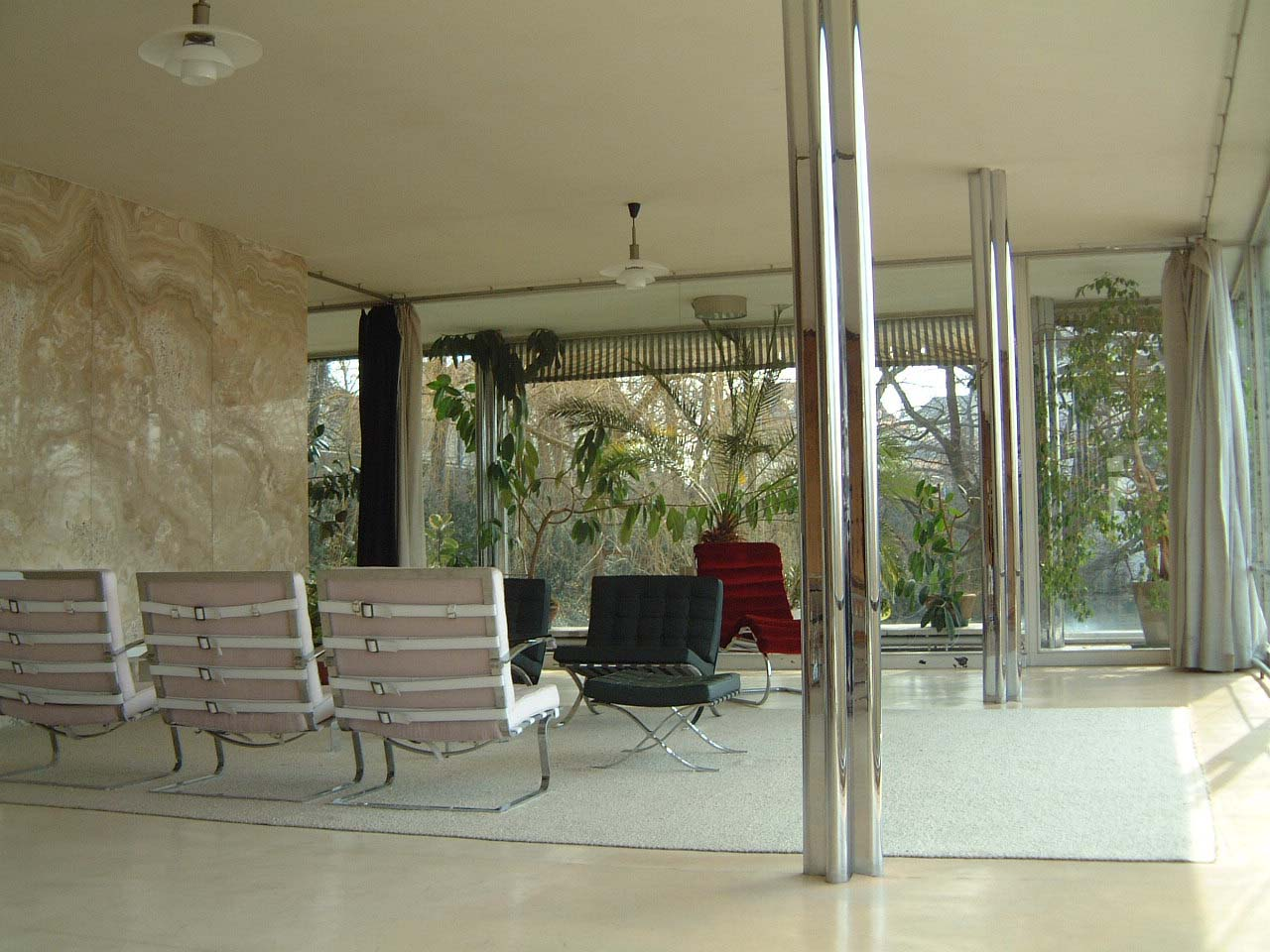
Wohnzimmer der Villa Tugendhat

Ihr Stil kam den Gedanken des Bauhauses nahe. Sie „erfand aus der Technik von Kette und Durchschuß konstruktiv bedingte Motive.“ Carl Georg Heise bot ihr mit der Ausstellung Handgewebte Teppiche der besten deutschen Webereien im Behnhaus eine erste große Möglichkeit, sich in Lübeck darzustellen, und zeigte ihre Arbeiten noch einmal in der Diele des Behnhauses aus Anlass der großen Lübecker Carl-Milles-Ausstellung 1929. Ludwig Mies van der Rohe und Lilly Reich bestellten bei ihr ab 1929 eine Reihe einfarbiger, handgeknüpfter Schafwoll-Teppiche für die Villa Tugendhat, den Barcelona-Pavillon und Bauten in Paris und Mailand. 1931 erhielt sie den Ehrenpreis der Stadt Berlin. Sie nahm an den Weltausstellungen in Chicago 1933 und 1937 in Paris teil. In Paris erhielt sie eine Goldmedaille.
Für ihre Teppiche lieferten unter anderem Alfred Mahlau, Robert Pudlich und Ervin Bossányi Entwürfe. Eine Vorlage Bossányis war ihr erstes figürliches Webmotiv. 1932 gehörte sie, als einzige Frau, gemeinsam mit den Malern Curt Stoermer und Hans Peters, dem Grafiker Alfred Mahlau, dem Gartenarchitekten Harry Maasz und den Architekten Wilhelm Bräck und Emil Steffann zu den Gründern der Künstlergruppe Werkgruppe Lübeck.
Von 1934 bis 1939 entstanden 70 Teppiche nach Entwürfen Alfred Mahlaus, vor allem im Auftrag des Reichsluftfahrtministeriums, aber auch für Kommunen und Privatleute. Damit war die wachsende Werkstatt gut ausgelastet. Sie umfasste 1935 zehn Webstühle, eine Wollwäscherei, Spinnerei mit neun Spinnrädern, einen Ausstellungsraum und einen Büro- und Verkaufsraum und beschäftigte drei Gesellen, vier Lehrlinge, zwei Angestellte, drei ungelernte Arbeiterinnen, neun Heimarbeiter und zwei Praktikantinnen. Der erste Teppich dieser Reihe war der Behang Drei Möwen für den Flughafen Kiel-Holtenau. Die meisten Arbeiten dieser Zeit sind zerstört oder verschollen. Einige Beispiele, darunter der Zyklus Die vier Elemente von 1939, sind jedoch erhalten, weil sie von Walter Passarge für die Kunsthalle Mannheim erworben wurden. 1940 endete die Zusammenarbeit mit Mahlau, weil dieser Alen Müller-Hellwigs langjährige Mitarbeiterin Hildegard Osten nach der Eröffnung ihrer eigenen Werkstatt unterstützen wollte. Im März 1942 fand im Rijksmuseum Amsterdam während der deutschen Besatzung eine Ausstellung statt unter dem Titel Ausstellung neuzeitliche Wandteppiche nach Entwürfen von Alfred Mahlau und Alen Müller-Hellwig Lübeck. Stoffe und Stickereien. Alfred Mahlau Lübeck. Kartons zu Wandteppichen aus der Werkstatt Alen Müller Hellwig.
Alen Müller-Hellwig wandte sich wieder eigenen Entwürfen zu und schuf bis 1942 eine Reihe von Wandteppichen mit Pflanzenmotiven wie Fingerhutwiese (1940), Spiraea, Bärenklau und Königskerze. Auch nach dem Luftangriff auf Lübeck am 29. März 1942, bei dem ihre Werkstatt unbeschädigt blieb, betrieb sie diese im Lübecker Burgtor weiter (ihre beiden Kinder Friedemann und Barbara brachte sie in Timmendorfer Strand in Sicherheit). Müller-Hellwig stand 1944 in der Gottbegnadeten-Liste des Reichsministeriums für Volksaufklärung und Propaganda.
Nach Ende des Krieges erfolgte eine Ausweitung der Arbeit auch auf Textilien für den täglichen Gebrauch (Bettwäsche, Handtücher, Tischdecken) und beschäftigte zahlreiche Frauen vor allem aus Deutschlands Osten, u. a. Spinnerinnen aus Ostpreußen. Nachdem die industrielle Fertigung von Textilien wieder in Gang gekommen war, schränkte sie ihre Arbeit wieder auf dekorative Stücke und Fußbodenteppiche ein. 1954 erhielt sie den Kunstpreis des Landes Schleswig-Holstein. Alen Müller-Hellwig betrieb ihre Werkstatt bis zum Jahr 1990.
Ihre letzte Auszubildende Ruth Löbe (1959–2016) übernahm 1992 die Werkstatt und führte sie bis zu ihrem Tod fort.

## Öffentliches Engagement
In der 1930 in Lübeck hart und kontrovers geführten Diskussion über Heises Barlach-Plan erklärte sie sich öffentlich in den Lübeckischen Blättern als Befürworterin dieses Konzepts:

„...wenn der Künstler den Mut zu dieser Aufgabe hat, sollten auch wir den Mut haben, dem Künstler das Wort zu geben, und alle Bedenken schweigen zu lassen.“

## Nachlass
Zu ihrem 90. Geburtstag schenkte Alen Müller-Hellwig dem Hamburger Museum für Kunst und Gewerbe eine Sammlung von 25 Entwürfen.
Neun Mappen ihres Nachlasses u. a. mit Korrespondenz und Zeitungsausschnitten verwahrt das Bauhaus-Archiv in Berlin. Ein weiterer Nachlass-Teil mit Reden, Urkunden, Fotoalben, Briefen, Gedichten, Entwürfen und Fotos von Wandteppichen, Kissen und Kleidungsstücken wird im Archiv der Hansestadt Lübeck verwahrt.

## Alen-Müller-Hellwig-Preis
1989 stiftete die Gruppe Lübeck im Deutscher Verband Frau und Kultur e. V. aus Anlass ihres 75-jährigen Bestehens und zu Ehren von Alen Müller-Hellwig, die 67 Jahre Mitglied des Vereins war, den Alen-Müller-Hellwig-Preis als Förderpreis für Kunsthandwerkerinnen aus den norddeutschen Ländern. Er wurde bis 2016 alle drei Jahre vergeben und war mit 5000 Euro dotiert.
Preisträgerinnen:
- 1990: Maria Dohmann, Metallkünstlerin aus Hildesheim
- 1992: je zur Hälfte an Julia Brandes, Goldschmiedin, und Renata Brink, Kunstweberin, beide aus Hamburg
- 1995: Christine Lange, Goldschmiedin aus Hannover
- 1998: Mascha Moje, Gold- und Silberschmiedin aus Hamburg
- 2001: je zur Hälfte an Heike Kähler, Goldschmiedin und Dipl.-Designerin aus Itzehoe, und Christine Keller, Dipl.-Designerin aus Hamburg
- 2004: je zur Hälfte an Ulrike Meyer, Drechslerin, Tischlerin und Dipl.-Designerin aus Lübeck, und Mette Marie Welm, Goldschmiedin aus Hamburg
- 2007: Christine Lambrecht, staatlich geprüfte Schmuckgestalterin aus Rendsburg
- 2010: (nicht vergeben)
- 2013: Silke Decker, Dipl.-Designerin aus Hamburg[17]
- 2016: Maria Konschake, Schmuckdesignerin in Wismar[18]

## Werke im öffentlichen Besitz (Auswahl)
- Der Baum (1928) Kelimweberei, Schafwolle, handgesponnen, naturfarben braun und weiß, 127 × 125 cm; Museum Behnhaus Lübeck (Inv. Nr. 1929/96).
- Wandteppich Blumenmutter (1929) Gobelinweberei, Lamawolle, handgesponnen, naturfarben, 215 × 92 cm; Auftragsarbeit für das Museum Behnhaus Lübeck nach Entwurf Bossanyi[19] (Inv. Nr. 1929/97)
- Baum (vor 1931) Wolle, Jute; 158 × 130 cm; Harvard Art Museums/Busch-Reisinger Museum (Anonymous Gift, BR31.95)[20]
- Lübeck das Haupt der Hanse (1938), Wolle, 334 × 200 cm; Landesbank Girozentrale Lübeck, heute Hamburg Commercial Bank[21]
- Lübecke aller Steden Schöne (1939), Wolle, 328 × 200 cm; Kunsthalle Mannheim (Inv. Nr. 270)[22]
- Zyklus: Die vier Elemente (1939), Wolle, 270 × 177 cm; Kunsthalle Mannheim (Inv. Nr. 283, 284, 411, 412)

## Schriften
- Über die Errichtung einer Webschule in Lübeck 1910. In: Der Wagen 1966, S. 150–153.
- Bericht über die Werkstatt von 1926 bis 1966. [Lübeck, Burgtorhaus, Grosse Burgstr. 5: Selbstverlag] 1966.

## Ausstellungskataloge
- Ingeborg Wittichen: Vierzig Jahre Handweberei Alen Müller-Hellwig. [Ausstellung]; Lübeck, Burgtorhaus, 26. Jan.-23. Febr. 1969. Celle: Bomann-Museum 1969.
- Wulf Schadendorf: Alen Müller-Hellwig: Wandteppiche, Behänge, Gewebe und Stickerei 1923-1976. Ausstellung anlässlich des fünfzigjährigen Bestehens der Werkstatt, St.-Annen-Museum, Lübeck, 10. Oktober – 14. November 1976; The Textile Museum, Washington, D.C., April – Mai 1977. Lübeck: Museum für Kunst und Kulturgeschichte 1976 (Kunst und Künstler in Lübeck 3).
- Die Handweberei Alen Müller-Hellwig: eigene Arbeiten aus 5 Jahrzehnten. Schleswig-Holsteinische Landesbibliothek Kiel, 24. Februar – 18. April 1979, Kiel, Schloss. Kiel: Schleswig-Holsteinische Landesbibliothek 1979.